# Vlajka Usťordynského burjatského autonomního okruhu

Vlajka Usťordynského burjatského autonomního okruhu (1997–2007)
Poměr stran: 2:3

Vlajka Usťordynského autonomního okruhu byla symbolem zaniklého subjektu Ruské federace existujícího v letech 1978–2007. 1. ledna 2008 byl Usťordynský burjatský autonomní okruh sloučen s Irkutskou oblastí.
Vlajka autonomního okruhu byla tvořena listem o poměru stran 2:3 se dvěma vodorovnými pruhy (tmavě modrým a bílým) o poměru šířek 7:1. Uprostřed modrého pruhu byl žlutý kruh, jehož průměr byl roven poloviční šířce modrého pruhu, s bílým, tradičním, burjatským, slunečním znakem („arbagarem“). Nahoře, dole, vpravo a vlevo od kruhu byly malé, žluté kroužky. V dolním, bílém pruhu, byl červený, tradiční, burjatský ornament.
Modrá barva na vlajce symbolizuje věčně modré nebe, čili „Chuche Munche Tengri”, burjatsko-mongolskou a všeturkickou, šamanskou kosmogonii a mytologii. Bílá symbolizuje nejdůležitější potravinu Burjatů – mléko. Arbagar symbolizuje: nekonečný koloběh života, pohyb, věčnost, štěstí, trojjedinost vesmíru, země a burjatských ras. Znak má podobnou funkci jako jiné solární znaky (kalmycký „has temdeg”, tibetský „junden” nebo sanskrtská svastika. Ornament v dolní části symbolizuje kočovný život Burjatů v minulosti a rozkvět v budoucnosti. Ornament má podobnou funkci jako ornament „zeg” na kamyckém znaku nebo ornament „tumen nadan” na mongolském státním znaku.

## Historie
Autonomní okruh vznikl v září 1937, na uvedený název byl přejmenován v roce 1958. V sovětské éře okruh neužíval žádnou vlajku.
25. června 1997 podepsal Valerij Genadijevič Maleev, tehdejší představitel administrativy Usťordynského burjatského autonomního okruhu, zákon č. 19-oz O znaku a vlajce. Místní duma zákon přijala 17. června 1997.
Návrh vlajky vycházel z tzv. Geserova praporu, který vznikl ve Středisku burjatské národní kultury v Ulan-Ude v roce 1993. Návrh (pod vedením D. D. Durova) tvořil tmavomodrý list s trojlístkovým arbagarem. Autory konečného návrhu byli malíři A. A. Bulgatov a M. R. Dambijevová.
Zelená varianta vlajky, objevující se v různých zdrojích, s platností 27. července až 18. září 1997 se zřejmě nezakládá na pravdě.

Zřejmě vymyšlená vlajka okruhu (07–09/1997) Poměr stran: 2:3

Modrá vlajka zůstala v užíváni Usťordynského burjatského okruhu v rámci Irkutské oblasti.

## Vlajky rajónů Usťordynského burjatského autonomního okruhu
Usťordynský burjatský autonomní okruh byl členěn na 6 rajónů. Vlajky (seznam není kompletní) však byly schváleny až po sloučení s Irkutskou oblastí.

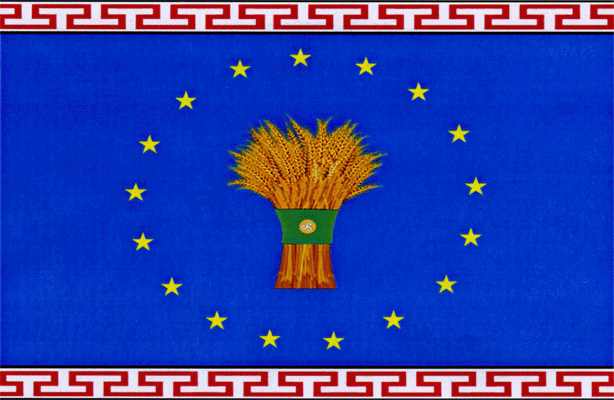
Alarský rajón Poměr stran: 2:3
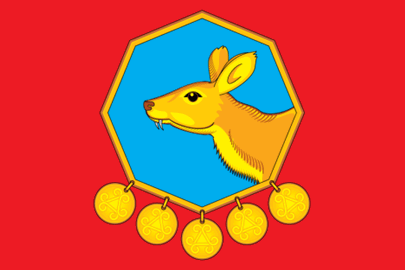
Bajandajevský rajón Poměr stran: 2:3
Nukutský rajón Poměr stran: 2:3
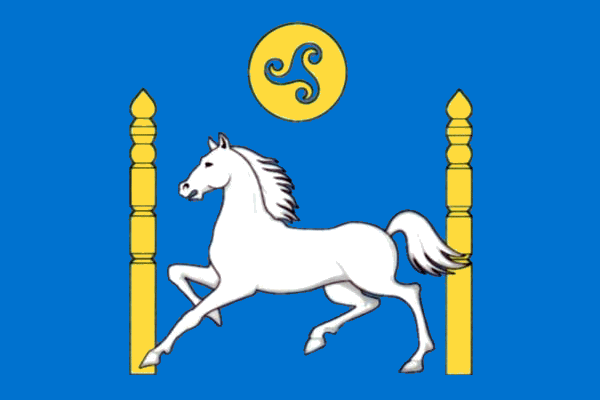
Echirit-bulagatský rajón Poměr stran: 2:3